# La Roche-Posay
La Roche-Posay är en kommun i departementet Vienne i regionen Nouvelle-Aquitaine i västra Frankrike. Kommunen ligger i kantonen Pleumartin som tillhör arrondissementet Châtellerault. År 2022 hade La Roche-Posay 1 571 invånare.

## Befolkningsutveckling
Antalet invånare i kommunen La Roche-Posay
| Referens: INSEE |